# Simpsonichthys santanae
Simpsonichthys santanae är en fiskart som först beskrevs av Shibatta och Julio C. Garavello 1992.  Simpsonichthys santanae ingår i släktet Simpsonichthys och familjen Rivulidae. Inga underarter finns listade i Catalogue of Life.